# Слитмьют (аэропорт)
Аэропорт Слитмьют (англ. Sleetmute Airport), (ИАТА: SLQ, ИКАО: PASL, FAA LID: SLQ) — государственный гражданский аэропорт, обслуживающий авиационные перевозки района Слитмьют (Аляска), США.

## Операционная деятельность
Аэропорт Слитмьют занимает площадь в 59 гектар, расположен на высоте 58 метров над уровнем моря и эксплуатирует одну взлётно-посадочную полосу:
- 14/32 размерами 945 x 18 метров с гравийным покрытием.